# Tropiduchidae
Los tropidúquidos (Tropiduchidae) son una familia de insectos hemípteros del suborden Auchenorrhyncha. Hay 170 géneros y 600 especies en la familia. Su hábitat suele ser las partes bajas de bosques tropicales húmedos. Se alimentan preferentemente de monocotiledóneas.

## Algunos géneros
- Eilithyia - Isporisa - Sogana - Varma[4]
- Lista de géneros